# Scythris sinensis
Scythris sinensis is een vlinder uit de familie dikkopmotten (Scythrididae). De wetenschappelijke naam is voor het eerst geldig gepubliceerd in 1875 door Felder & Rogenhofer.
De soort komt voor in Europa.